# Massospora
Genre
Massospora est un genre de champignons de la famille des Entomophthoraceae.

## Liste d'espèces
- Massospora carinetae R.S. Soper, (1974)
- Massospora cicadettae R.S. Soper, (1981)
- Massospora cicadina Peck, (1878)
- Massospora diceroproctae R.S. Soper, (1974)
- Massospora diminuta R.S. Soper, (1974)
- Massospora dorisianae R.S. Soper, (1974)
- Massospora fidicinae R.S. Soper, (1974)
- Massospora levispora R.S. Soper, (1963)
- Massospora ocypetes R.S. Soper, (1974)
- Massospora pahariae R.S. Soper, (1981)
- Massospora platypediae R.S. Soper, (1974)
- Massospora spinosa Cif., A.A. Machado & Vittal, (1956)
- Massospora tettigatis R.S. Soper, (1974)